# Хитови 3
Хитови 3 е шестият компилационен албум на Цеца, издаден през 2003 година от Hi-Fi Centar. Съдържа 17 песни от периода 1989-2001 г.

## Песни
1. Мегамикс
2. Брука
3. Црни снег
4. Неваљала
5. Ко на грани jабука
6. Забрањени град
7. Кад би био рањен
8. Сто пут сам се заклела
9. Ко некад у осам
10. Погрешан броj
11. Дођи
12. Свиче дан
13. Избриши ветре његов траг
14. Вретено
15. Лудо срце
16. Ех тешко мени
17. Београд ремикс